# Zwemdokrock
Zwemdokrock is een muziekfestival dat plaatsvond in de Limburgse gemeente Lummen van 1978 tot 2000. 
Het festival was een van de oudste van België: alleen Rock Werchter is nog een jaar ouder. De naam verwijst naar de oorspronkelijke locatie van het festival, op een terrein nabij het gemeentelijk zwembad. Later vond het festival plaats op de sportvelden tegenover Sint-Ferdinand. 
Het festival kende haar hoogtepunt in het midden van de jaren negentig. Toen pronkten grote namen als The Ramones, Blur, Suede, Echo & The Bunnymen, Heather Nova en Bloodhound Gang op de affiche en zakten tienduizenden festivalgangers af naar de Lummense wei voor wat toen al een tweedaags festival was.
Na enkele wisselvallige zomers met een tegenvallende opkomst vond in 2000 de laatste editie plaats.